# Molay (Haute-Saône)
Molay ist eine Gemeinde im französischen Département Haute-Saône in der Region Bourgogne-Franche-Comté.

## Geographie

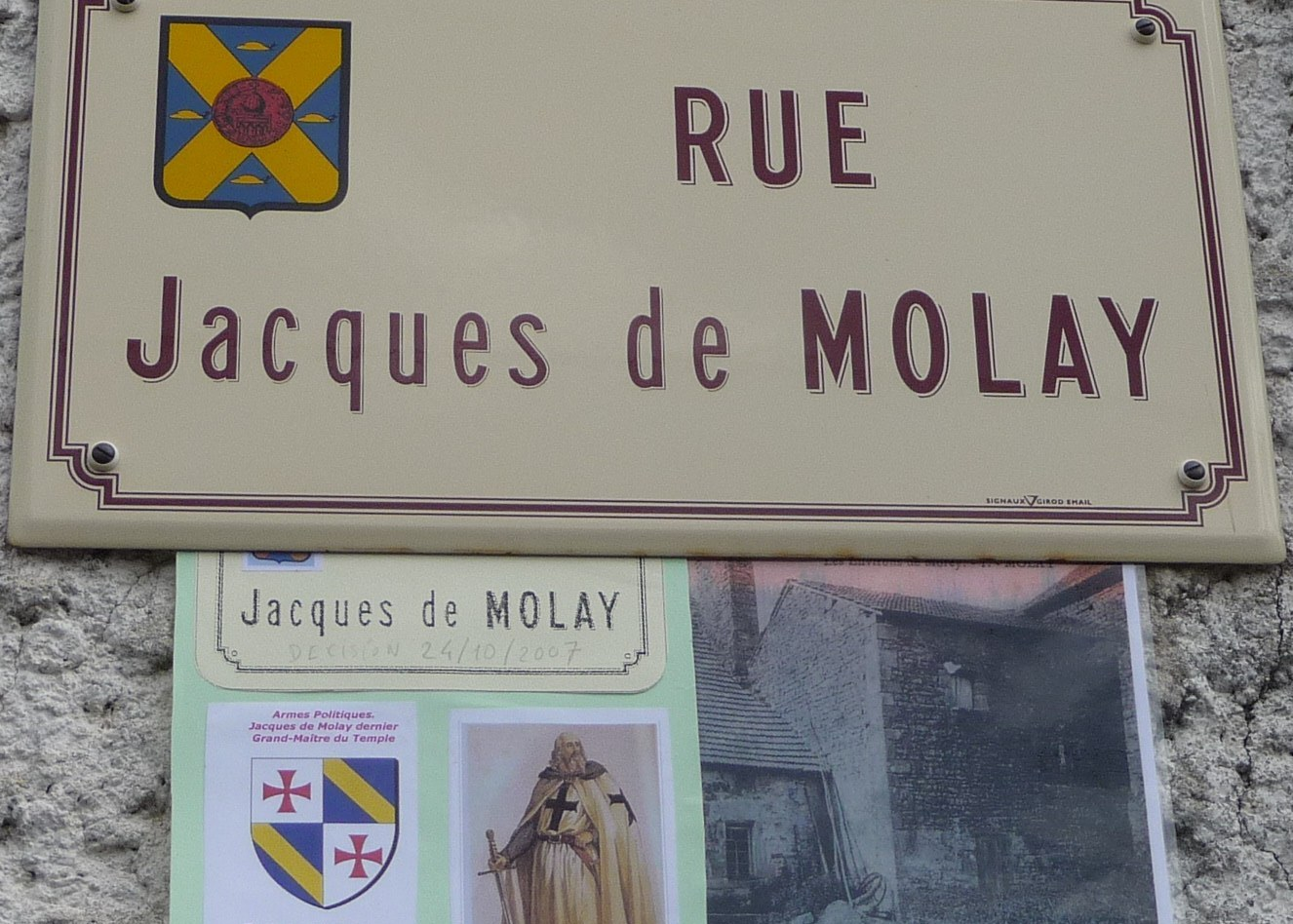
Rue Jacques de Molay

Molay liegt auf einer Höhe von 274 m über dem Meeresspiegel, elf Kilometer westlich von Combeaufontaine und etwa 34 Kilometer westnordwestlich der Stadt Vesoul (Luftlinie). Das Dorf erstreckt sich im Westen des Departements, in der gewellten Landschaft am Südostrand des Plateaus von Langres, im Tal der Rigotte, am Nordfuß der Montagne de la Roche.
Die Fläche des 7,66 km² großen Gemeindegebiets umfasst einen Abschnitt im Bereich des Plateaus nordwestlich des Saônetals. Der zentrale Teil des Gebietes wird von einer Senke eingenommen, die auf durchschnittlich 280 m liegt. In diese Senke mündet von Norden her das Tal der Rigotte, die sich bei Molay nach Westen wendet und in  das Tal von Charmes-Saint-Valbert eintritt. Flankiert wird die Senke im Norden von den Höhen, welche die südöstlichen Ausläufer des Plateaus von Langres bilden. Zu Molay gehören die Hochflächen von Partie Franche (361 m) östlich der Rigotte und Bois de la Manche (375 m) westlich der Rigotte. Mit einem schmalen Zipfel reicht der Gemeindeboden nach Nordwesten bis an den Rand der Grands Bois. 
Südlich der Senke von Molay erhebt sich der Pain de Beurre, an dem an mehreren Orten Kalkfelsen der mittleren Jurazeit zutage treten. Er bildet den nördlichen Abschluss der Montagne de la Roche. Mit 426 m wird hier die höchste Erhebung von Molay erreicht. Nach Südosten öffnet sich die Senke zu einem Plateau, das sich zwischen den Hochflächen von Langres und der Saône ausdehnt. Das Gemeindeareal erstreckt sich bis an den Bachlauf der Sorlière, eines Quellbachs der Gourgeonne. In geologischer Hinsicht besteht der Untergrund mit Ausnahme des Pain de Beurre aus einer Wechsellagerung von sandig-mergeligen und kalkigen Sedimenten der unteren Jurazeit.
Zu Molay gehört der Weiler Laître (337 m) an aussichtsreicher Lage am Südabhang der Hochfläche von Partie Franche. Nachbargemeinden von Molay sind La Rochelle und Cintrey im Norden, Malvillers im Osten, La Roche-Morey im Süden sowie Charmes-Saint-Valbert und Pressigny im Westen.

## Geschichte

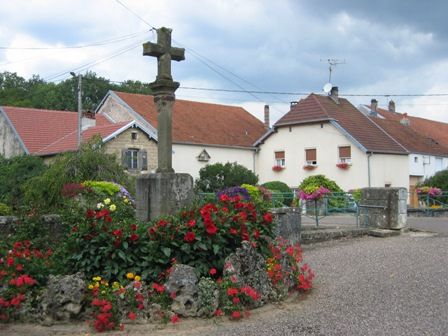
Molay-Kreuz aus dem XVIII. Jahrhundert

Das Gebiet von Molay war bereits in prähistorischer Zeit besiedelt. Als früheste Zeugnisse der Anwesenheit des Menschen gelten Überreste eines paläolithischen und eines neolithischen Siedlungsplatzes. Von der Megalithkultur zeugt der Dolmen Pierre-qui-Vire. Auch zur gallorömischen Zeit war die Gegend bewohnt. 
Im Mittelalter gehörte Molay zur Freigrafschaft Burgund und darin zum Gebiet des Bailliage d’Amont. Die regionale Herrschaft unterstand der Familie Vergy, während die Existenz der lokalen Adelsfamilie Molay bereits im 11. Jahrhundert belegt ist. Zusammen mit der Franche-Comté gelangte das Dorf mit dem Frieden von Nimwegen 1678 definitiv an Frankreich. Heute ist Molay Mitglied des 17 Ortschaften umfassenden Gemeindeverbandes Communauté de communes du Pays Jusséen.

## Sehenswürdigkeiten
Die Kirche Saint-Pierre-et-Saint-Paul im Weiler Laître ist Pfarrkirche für die Dörfer Molay, La Rochelle und Cintrey. Sie stammt aus dem 16. und 17. Jahrhundert und besitzt eine bemerkenswerte Ausstattung, darunter Mobiliar aus dem 18. Jahrhundert, einen reich skulptierten, vergoldeten Altar, eine Statue des heiligen Sebastian (16. Jahrhundert) und eine Grabplatte im Renaissancestil. 
Im alten Ortskern sind verschiedene Häuser aus dem 15. bis 18. Jahrhundert erhalten, die den traditionellen Stil der Haute-Saône zeigen.

## Bevölkerung
| Jahr                       | 1962 | 1968 | 1975 | 1982 | 1990 | 1999 | 2006 |
| Einwohner                  | 96   | 90   | 73   | 72   | 59   | 51   | 54   |
| Quellen: Cassini und INSEE |      |      |      |      |      |      |      |

Mit 68 Einwohnern (1. Januar 2022) gehört Molay zu den kleinsten Gemeinden des Département Haute-Saône. Während des gesamten 20. Jahrhunderts wurde ein deutlicher Bevölkerungsrückgang verzeichnet (1790 wurden noch 410 Personen gezählt und 1886 noch 275).

## Wirtschaft und Infrastruktur
Molay ist noch heute ein vorwiegend durch die Landwirtschaft (Ackerbau, Weinbau, Obstbau und Viehzucht) geprägtes Dorf. Außerhalb des primären Sektors gibt es nur wenige Arbeitsplätze im Ort. Einige Erwerbstätige sind auch Wegpendler, die in den größeren Ortschaften der Umgebung ihrer Arbeit nachgehen.
Die Ortschaft liegt abseits der größeren Durchgangsachsen an einer Departementsstraße, die von La Roche-Morey nach Vitrey-sur-Mance führt. Weitere Straßenverbindungen bestehen mit Malvillers, Charmes-Saint-Valbert und La Rochelle.

## Persönlichkeiten
- Jacques de Molay (zwischen 1244 und 1250–1314), letzter Großmeister des Templerordens